# Geissorhiza stenosiphon
Geissorhiza stenosiphon är en irisväxtart som beskrevs av Peter Goldblatt. Geissorhiza stenosiphon ingår i släktet Geissorhiza och familjen irisväxter. Inga underarter finns listade i Catalogue of Life.